# 强壮观音座莲
强壮觀音座蓮（学名：Angiopteris robusta）为觀音座蓮科觀音座蓮屬下的一个种。